# Open 13 Provence 2023 - Qualificazioni singolare
Le qualificazioni del singolare del Open 13 Provence 2023 sono state un torneo di tennis preliminare per accedere alla fase finale della manifestazione. I vincitori dell'ultimo turno sono entrati di diritto nel tabellone principale. In caso di ritiro di uno o più giocatori aventi diritto a questi sono subentrati i lucky loser, ossia i giocatori che hanno perso nell'ultimo turno ma che avevano una classifica più alta rispetto agli altri partecipanti che avevano comunque perso nel turno finale.

## Teste di serie
1. Raul Brancaccio (ultimo turno)
2. Lukáš Klein (qualificato)
3. Filip Misolic (ultimo turno)
4. Hugo Grenier (primo turno)

1. Gijs Brouwer (qualificato)
2. Manuel Guinard (primo turno)
3. Fábián Marozsán (primo turno)
4. Laurent Lokoli (qualificato)

## Qualificati
1. Gijs Brouwer
2. Lukáš Klein

1. Laurent Lokoli
2. Alexander Ritschard

## Tabellone

### Legenda
| - Q = Qualificato - WC = Wild card - LL = Lucky loser | - ALT = Alternate - SE = Special Exempt - PR = Protected Ranking | - w/o = Walkover - r = Ritirato - d = Squalificato |

### Sezione 1
|  | Primo turno | Primo turno               | Primo turno               | Primo turno | Primo turno |  |  | Ultimo turno | Ultimo turno    | Ultimo turno    | Ultimo turno | Ultimo turno |  |
|  |             |                           |                           |             |             |  |  |              |                 |                 |              |              |  |
|  | 1           | Raul Brancaccio           | 3                         | 7           | 6           |  |  |              |                 |                 |              |              |  |
|  |             | Emilio Nava               | 6                         | 67          | 1           |  |  | 1            | Raul Brancaccio | Raul Brancaccio | 1            | 4            |  |
|  | WC          | Sascha Gueymard Wayenburg | Sascha Gueymard Wayenburg | 4           | 4           |  |  | 5            | Gijs Brouwer    | Gijs Brouwer    | 6            | 6            |  |
|  | 5           | Gijs Brouwer              | Gijs Brouwer              | 6           | 6           |  |  |              |                 |                 |              |              |  |

### Sezione 2
|  | Primo turno | Primo turno     | Primo turno    | Primo turno | Primo turno |  |  | Ultimo turno | Ultimo turno  | Ultimo turno  | Ultimo turno | Ultimo turno |  |
|  |             |                 |                |             |             |  |  |              |               |               |              |              |  |
|  | 2           | Lukáš Klein     | 4              | 7           | 7           |  |  |              |               |               |              |              |  |
|  | WC          | Clément Chidekh | 6              | 5           | 6(1)        |  |  | 2            | Lukáš Klein   | Lukáš Klein   | 7            | 6            |  |
|  |             | Zsombor Piros   | Zsombor Piros  | 6           | 7           |  |  |              | Zsombor Piros | Zsombor Piros | 5            | 1            |  |
|  | 6           | Manuel Guinard  | Manuel Guinard | 4           | 5           |  |  |              |               |               |              |              |  |

### Sezione 3
|  | Primo turno | Primo turno      | Primo turno      | Primo turno | Primo turno |  |  | Ultimo turno | Ultimo turno   | Ultimo turno   | Ultimo turno | Ultimo turno |  |
|  |             |                  |                  |             |             |  |  |              |                |                |              |              |  |
|  | 3           | Filip Misolic    | Filip Misolic    | 6           | 6           |  |  |              |                |                |              |              |  |
|  | Alt         | Kimmer Coppejans | Kimmer Coppejans | 1           | 2           |  |  | 3            | Filip Misolic  | Filip Misolic  | 4            | 3            |  |
|  | PR          | Jahor Herasimaŭ  | Jahor Herasimaŭ  | 65          | 1           |  |  | 8            | Laurent Lokoli | Laurent Lokoli | 6            | 6            |  |
|  | 8           | Laurent Lokoli   | Laurent Lokoli   | 7           | 6           |  |  |              |                |                |              |              |  |

### Sezione 4
|  | Primo turno | Primo turno         | Primo turno     | Primo turno | Primo turno |  |  | Ultimo turno | Ultimo turno        | Ultimo turno        | Ultimo turno | Ultimo turno |  |
|  |             |                     |                 |             |             |  |  |              |                     |                     |              |              |  |
|  | 4           | Hugo Grenier        | Hugo Grenier    | 3           | 4           |  |  |              |                     |                     |              |              |  |
|  |             | Antoine Bellier     | Antoine Bellier | 6           | 6           |  |  |              | Antoine Bellier     | Antoine Bellier     | 3            | 6(1)         |  |
|  |             | Alexander Ritschard | 2               | 6           | 6           |  |  |              | Alexander Ritschard | Alexander Ritschard | 6            | 7            |  |
|  | 7           | Fábián Marozsán     | 6               | 3           | 4           |  |  |              |                     |                     |              |              |  |